# Moon Geun-young
Moon Geun-young (hangul: 문근영; hanja: 文瑾瑩; rr: Mun Geun-yeong; MR: Mun Kŭnyŏng; 6 de maio de 1987) é uma atriz sul-coreana. Carinhosamente chamado de "Irmãzinha da Nação", Moon começou a modelar aos 10 anos de idade, depois fez sua estreia em 1999 como atriz infantil. Ela primeiro se levantou para o estrelato através de seu papel como o jovem Eun-suh na série de drama de televisão extremamente popular Autumn in My Heart (2000), seguida de uma volta bem recebida no filme de terror aclamado pela crítica de Kim Jee-woon A Tale of Two Sisters (2003). Moon solidificou seu status de estrela, encabeçando o bilheteria de hits My Little Bride (2004) e Innocent Steps (2005). Aos 21 anos, ela se tornou a mais jovem receptora de um Grande Prêmio ("Daesang") que ganhou no SBS Drama Awards pela série de televisão Painter of the Wind (2008). [1]

## Filmografia
- 1999 길 위에서 (On the Way)
- 2002 연애소설 (Lovers' Concerto) (as Ji-hwan's sister)
- 2003 장화·홍련 (A Tale of Two Sisters) (as Bae Su-yeon)
- 2004 어린 신부 (My Little Bride) (as Suh Boeun)
- 2005 댄서의 순정 (Innocent Steps) (as Jang Chae-ryn)
- 2006 사랑따윈 필요 없어 (Love Me Not) (as Ryu Min)